# Михайловське (Куньїнський район)
Михайловське (рос. Михайловское) — присілок в Куньїнському районі Псковської області Російської Федерації.
Населення становить 30 осіб. Входить до складу муніципального утворення Жижицька волость.

## Історія
Від 2015 року входить до складу муніципального утворення Жижицька волость.

## Населення
| 2001 | 2002 | 2010 |
| ---- | ---- | ---- |
| 20   | ↘19  | ↗30  |